# Watt (Sussex)

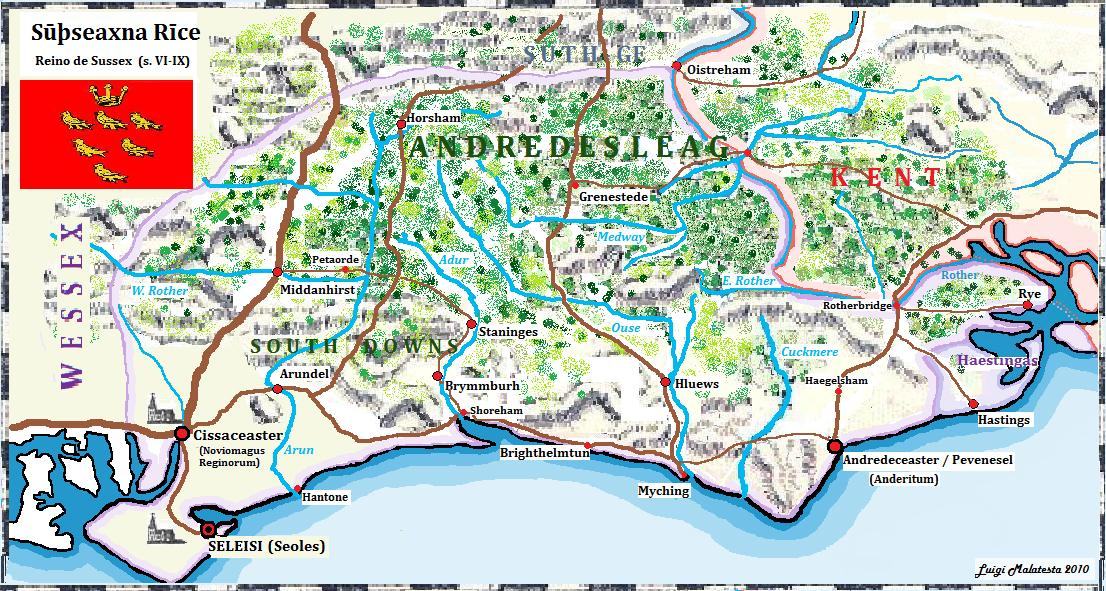
Sussex in angelsächsischer Zeit

Watt (auch Wattus, Uuattus; † nach 700) war ein subregulus (Unterkönig) des  angelsächsischen Königreiches Sussex, der etwa in den Jahren 688/692 bis nach 700 regierte.

## Leben
Watts Herkunft ist unbekannt.
Sussex war in den 680er Jahren unter die Oberherrschaft von Wessex geraten. König Ine von Wessex setzte Nothhelm und Watt um 688/692 als abhängige subreguli (Unterkönige) in Sussex ein. Vermutlich diente die Einsetzung mehrerer Unterkönige dazu, aufkommenden Selbständigkeitsbestrebungen des Landes entgegenzuwirken. Watt verschwand nach 700 aus den Quellen. Um 714 sind Nothhelm und Æthelstan als Könige von Sussex urkundlich belegt.
Es sind drei Chartas als Abschriften erhalten geblieben, die von Watt als Zeuge unterzeichnet sind. Im Jahr 692 übertrug Nothhelm umfangreiche Ländereien aus seinem persönlichen Besitz an seine Schwester Nothgyth, damit diese zur „Erlösung seiner Seele“ dort ein Kloster gründen konnte. Diese und eine weitere Schenkung von 20 hidas an Bischof Eadberht von Selsey, mussten vom „Oberkönig“ Ine, dessen Vater Cenred, der als Unterkönig vermutlich in Dorset regierte und von Watt gegengezeichnet werden. Kleinere Landübertragungen konnten Nothhelm und Watt offenbar in gegenseitiger Absprache auch ohne die Zustimmung Ines vornehmen.